# Otto von Wenckstern
Otto Friedrich Wilhelm Ludwig von Wenckstern (* 25. April 1819 in Rawitz, Provinz Posen; † 5. August 1869 auf Trinidad, Kleine Antillen) war ein deutscher Journalist und Vormärzler, der aus politischem Druck ins Ausland fliehen musste.

## Eltern
Wenckstern stammte aus dem mecklenburgischen Adelsgeschlecht der von Wenckstern. Er war der Sohn des königlich preußischen Kapitäns (Hauptmanns) Carl von Wenckstern (1786–1822) vom Gut Lawken im Landkreis Lötzen (Ostpreußen) und der Kaufmannstochter Maria Anna (gen. Marianne) geb. Komp aus Eitorf. Sie hatten sich bei einer Stationierung des Hauptmanns der Russisch-Deutschen-Legion 1814 in Eitorf kennengelernt und 1817 dort geheiratet. Hier bekamen die Wencksterns auch ihr erstes Kind. Otto wurde als zweites Kind in der Garnison Rawitz geboren, wohin Marianne ihrem Mann 1818 folgte. Schon 1822 starb der Vater.

## Kindheit
Die Mutter zog zu ihrem Schwager Johann Wilhelm Joseph Windscheid nach Hennef-Geistingen, wo sie von einem weiteren Kind entband, welches aber bald verstarb. Hier nahm sie auch Kontakt mit dem Freund ihres verstorbenen Mannes, Ernst Moritz Arndt auf. Aus der Korrespondenz der Mutter mit Ernst Moritz Arndt ist bekannt, dass Otto von Wenckstern oft kränklich war.
1823 zog die Mutter mit den beiden Kindern zu ihren Eltern nach Eitorf, hatte aber auch eine Wohnung in Vilich. 1825 heiratete die Mutter in Bonn und Vilich den inzwischen nach Müllenbach bei Marienheide versetzten Leuscheider Pastor Friedrich Oelbermann. Danach wuchs Otto von Wenckstern bei seinem strengen Stiefvater in Müllenbach auf. Sein Stiefbruder war der Dichter Hugo Oelbermann.

## Ausbildung
Er besuchte später eine landwirtschaftliche Lehranstalt in Wiesbaden, wo er in Kontakt mit englischen Kurgästen kam und Englisch lernte. Mit 20 Jahren leistete er ein Jahr Militärdienst. 1840 wurde er Student an der philosophischen Fakultät der Rheinischen Friedrich-Wilhelms-Universität zu Bonn. Dort wurde er im Januar 1840 Mitglied des Corps Rhenania. Als Sprachlehrer in Englisch und Italienisch ließ er sich 1841 in Elberfeld nieder. Hier freundete er sich mit dem 20 Jahre älteren Otto Wecka von Czarnowski an. Dieser war Redakteur und hatte in Barmen die Barmer Zeitung gegründet. Auch hatte er zahlreiche Werke aus dem Englischen und Italienischen ins Deutsche übersetzt, darunter auch Werke von Charles Dickens und Edward Bulwer Lytton.

## Journalist, Schriftsteller und Übersetzer

### Wuppertal
Durch Otto Wecka von Czarnowski kam Otto von Wenckstern als Journalist zu Artikeln in verschiedenen Zeitungen und engagierte sich für den polnischen Freiheitskampf gegen Russland. Daraufhin verhinderten die preußischen Behörden eine Anstellung von Otto von Wenckstern als Redakteur in Elberfeld.
Wenckstern hatte inzwischen die Barmer Zeitung übernommen, wurde aber schon 1844 aus politischen Gründen wieder hinausgedrängt. Er hatte ein Buch über die Verhandlungen des Siebenten Rheinischen Provinziallandtags herausgegeben und in einer Vor- und Nachrede kommentiert. Das Buch wurde beschlagnahmt und erst später – nach Klage vor dem Ober-Zensurgericht in Berlin – wieder freigegeben, allerdings ohne die politisch brisanten Vor- und Nachreden.

### Bonn
Otto von Wenckstern zog daraufhin wieder nach Bonn. Hier veröffentlichte er die Denkschrift Die deutsche Industrie und der Verein zur Abhülfe des Nothstandes der deutschen Fabrikarbeiter. Dieser Verein war von König Friedrich Wilhelm IV. mit 15.000 Talern unterstützt worden, was Otto von Wenckstern zu der Kritik veranlasste, ob der Verein einen bedeutenden Einfluss auf Leute ausübe, die nichts zu sparen haben.

### Konstanz
Er verzog nach weiterer politischer Verfolgung nach Wiesbaden und weiter nach Konstanz am Bodensee. In dieser Zeit veröffentlichte er auch seine Gedichte und Lieder. 1845 erschien ein Sammelband mit Wenksterns Gedichten, der in den Blättern für Literarische Unterhaltung begeistert rezensiert wurde. Die Gedichte waren formal denen von Heinrich Heine und Ferdinand Freiligrath ähnlich, die er persönlich kannte. Mit letzterem und Annette von Droste-Hülshoff beteiligte er sich auch an dem von Mathilde Franzisca von Tabouillot 1846 veröffentlichten Westfälischen Jahrbuch: Producte der Rothen Erde, zu dem er eine Novelle und zwei Gedichte beisteuerte.

### Zürich
Am 30. April 1845 hatte Otto von Wenckstern in Chelsea (London) Sarah Annie Hutchins (1824–1891) geheiratet. Mit ihr floh er nach Zürich. Hier lernte er auch den dort lebenden Gottfried Keller kennen, der ihn aber verachtete. Zum Jahresende siedelte das Ehepaar nach London über.

### London
Hier arbeitete Wenckstern kurz als Journalist bei der Times. Der ihm über Ernst Moritz Arndt bekannte preußische Gesandte in London, Christian Karl Josias Freiherr von Bunsen, stellte ihn dann als Übersetzer ein, z. B. für ein Memorandum über die verfassungsmäßigen Rechte der Herzogtümer Schleswig und Holstein. 1848 arbeitete von Wenckstern auch wieder für die Times. Er übersetzte weiter Werke ins Englische, z. B. von General Klapka über den Freiheitskampf der Ungarn 1848/49 und den Roman Der Dorfnotar von Josef Freiherr von Eötvös sowie Max Schlesingers Wanderungen durch London. Aus dem Englischen ins Deutsche übersetzte er Elliot Warburtons Roman Die Ansiedler auf Darien.
1854 reiste von Wenckstern im Auftrag der Daily News anlässlich des Krimkriegs als Kriegsberichterstatter nach Konstantinopel ins Osmanische Reich. Nach seiner Rückkehr schrieb er Artikel für die Times, die Daily News, die Saturday Reviews und Frazer´s. Für die von Charles Dickens herausgegebene literarische Wochenzeitung Household Words schrieb er zwischen 1851 und 1856 zahlreiche Beiträge. 1859 schrieb er als Otto Wenckstern – das von gebrauchte er nicht mehr – selbst ein Buch über den Ungarnaufstand und eine politische Abhandlung über Schleswig-Holstein. 1861 reiste er als Korrespondent zur Krönung von Wilhelm I. nach Königsberg, wobei er die Gelegenheit nutzte, seine Schwester in Eitorf ein letztes Mal zu besuchen. 1862 verfasste er eine Schrift, in der er für die polnische Teilung eintrat und Preußen wegen seines Wohlstandes und seiner Kultur lobte.

### Trinidad
1864 wanderte Otto Wenckstern mit seiner Frau nach Trinidad aus und gründete in der Hauptstadt Port of Spain die Zeitung The Trinidad Chronicle, in der er vehement Missstände anprangerte. Im Jahr 1869 starb Wenckstern am Gelbfieber und wurde hier begraben.
Seine Frau verstarb am 15. November 1891 in Birkdale/Lancaster.

### Werke
- 1843, Siebzehn Polenlieder
- 1845, Gedichte
- 1848, Memoir on the Constitutional Rights of the Duchies of Schleswig and Holstein
- 1859, History of the War in Hungary in 1848 and 1849
- 1861, An Anti-Slavery Pamphlet
- 1863, Prussian Complications